# Theretra queenslandi
Theretra queenslandi là một loài bướm đêm thuộc họ Sphingidae. Nó được tìm thấy ở New South Wales và Queensland.
Sải cánh dài khoảng 60 mm. Con trưởng thành có cánh trước màu nâu sáng với một dải đạm chạy từ đầu đến đuôi. Cánh dưới màu nâu đậm hơn.
Ấu trùng ăn Dendrocnide excelsa.